# Emilio De Bono
Emilio De Bono (Cassano d'Adda, 19 marzo 1866 – Verona, 11 gennaio 1944) è stato un generale, poliziotto e politico italiano.
Fu uno dei principali gerarchi del partito fascista, senatore del Regno d'Italia dalla XXVI legislatura. Membro del Partito Nazionale Fascista, fu uno dei quadrumviri della marcia su Roma. Maresciallo d'Italia e membro del Gran Consiglio del Fascismo, De Bono partecipò alla guerra italo-turca, alla prima guerra mondiale e alla guerra d'Etiopia. In quest'ultima comandò l'esercito Italiano durante le prime fasi della guerra.
Nel 1943 votò a favore dell'ordine del giorno Grandi nel gran consiglio del fascismo sfiduciando Benito Mussolini. In seguito a ciò fu arrestato, giudicato colpevole di alto tradimento nel processo di Verona e fucilato l'11 gennaio 1944.

## Biografia

### I primi anni
De Bono nacque il 19 marzo 1866 a Cassano d'Adda, figlio - con la sorella Maria - dell'ufficiale dell'Esercito Giovanni de Bono, discendente dei conti di Barlassina, e di Emilia Bazzi. Da bambino fece spesso il chierichetto allo zio prete don Giandomenico Bazzi, essendo molto legato alla famiglia della madre, cui appartenevano il funzionario della Cariplo Giulio Bazzi ed il giornalista Carlo Bazzi. 
De Bono ebbe una sua fede personale (attestata dalla sua amicizia con Mons. Favalli preposto parroco di Cassano d'Adda e il cospicuo carteggio che tenne con lui) ma crebbe ateo. Come egli stesso riporterà nelle sue memorie: "ateismo è illuminato e razionale, basato su principi scientifici. Io sono militare, ammiro la ragione e per questo sono ateo". Prima della Marcia su Roma aderì alla massoneria della Serenissima Gran Loggia d'Italia.
Studiò prima (1878) al Collegio Militare di Milano, denominato oggi Scuola militare "Teulié", e poi all'Accademia militare di Modena. Nel 1884 fu promosso sottotenente dei Bersaglieri. Destinato in Eritrea, partecipò alla campagna del 1887. Nel 1897 sposò a Torino Erminia Monti-Maironi (1869-1941) da cui non ebbe figli. Nel 1900, ormai capitano, entrò nel Corpo di Stato Maggiore. Tenente colonnello, fu in Libia durante la guerra italo-turca nel 1912 guadagnandosi la croce di cavaliere dell'Ordine Militare di Savoia.

### Prima guerra mondiale
Promosso colonnello dei Bersaglieri nel 1915, prese parte alla prima guerra mondiale, dove ottenne una prima medaglia d'argento al valor militare sul Carso già nel 1915.
Passato a comandare la Brigata "Trapani", nel 1916 fu promosso maggior generale (generale di brigata) e partecipò alla Sesta battaglia dell'Isonzo nel 1916, ottenendo una seconda medaglia d'argento. Ebbe poi il comando della Brigata Savona, della 38ª Divisione e, nel marzo del 1918, del IX Corpo d'Armata, incaricato della difesa del Monte Grappa. Fu allora che, per galvanizzare le truppe, compose il testo della celebre canzone "Monte Grappa, tu sei la mia patria", musicata da Antonio Meneghetti.
La vittoriosa resistenza contro gli austro-ungarici nella battaglia del Solstizio del giugno 1918 gli fruttò la croce di commendatore dell'Ordine Militare di Savoia. Promosso tenente generale (generale di divisione, ma incaricato di Corpo d'armata) nell'estate dello stesso anno, ebbe una terza medaglia d'argento al valor militare per il contributo dato alla vittoria finale mediante la difesa del Grappa.

### Adesione al fascismo eQuadrumviro
Dopo l'armistizio, nel 1919, ebbe il comando del XXII Corpo d'Armata e poi del Corpo d'Armata di Verona. Collocato in Posizione Ausiliaria nel 1920, non accettando di sentirsi messo da parte, cominciò a interessarsi alla politica e si unì quell'anno al nascente Partito Nazionale Fascista.
In realtà, il partito di Mussolini non fu però la prima scelta politica di De Bono, ma piuttosto un ripiego. Il generale, infatti, si era precedentemente recato da rappresentanti del Partito Popolare per chiedere se avessero avuto necessità di un Ministro della Guerra. De Bono fu visto anche recarsi in piazza Duomo 23, presso l'abitazione di Filippo Turati, per rivolgere ai socialisti la medesima domanda.
Anche se non prese parte in prima persona allo squadrismo, fu scelto per il suo prestigio militare, nell'ottobre 1922, tra i quadrumviri che guidarono la marcia su Roma delle camicie nere.
Fu anche presidente dell'Istituto Italiano di Previdenza.

### Capo della polizia fino al delitto Matteotti
L'11 novembre 1922, poco dopo la nascita del governo Mussolini, assunse la carica di direttore generale della Pubblica Sicurezza. Come capo della polizia riconfermò come capo gabinetto Umberto Ricci e nominò come proprio sostituto il prefetto Dante Almansi. Incaricato della stesura del Regolamento nella Milizia Volontaria per la Sicurezza Nazionale fascista, ne divenne, nel febbraio 1923 primo comandante generale.
Con Decreto Reale del 1º marzo 1923 fu nominato Senatore del Regno per la categoria 14 dell'articolo 33 dello Statuto Albertino (Ufficiali Generali di Terra e di Mare).
Il 18 giugno 1924, a seguito dell'uccisione del deputato social-unitario Giacomo Matteotti, lasciò la carica di capo della polizia e nell'ottobre quello di comandante della Milizia. Venne anche costretto a rinunciare a tutti i suoi incarichi, per il periodo in cui fu sottoposto all'istruttoria con l'accusa di essere stato tra gli organizzatori del complotto, ma fu infine prosciolto dal Senato del Regno nell'esercizio della sua competenza di Alta corte di giustizia. Secondo i ricordi di uno dei giudici che lo interrogavano in Senato, in occasione di domande relative alla consumazione del delitto Matteotti, De Bono si mostrò seccato fino al punto di rispondere al presidente della commissione permanente di indagine, senatore Vittorio Zupelli, in questi termini:
(senatore Carlo Calisse, 16 febbraio 1945)

### Governatore in Africa e ministro
Terminato il processo per l'affare Matteotti, De Bono accettò la carica di Governatore della Tripolitania italiana dal 1925 al 1928, ove fu tra l'altro tra gli organizzatori del Gran Premio di Tripoli. Fu insignito, grazie al suo operato in Tripolitania, della croce di Grand'Ufficiale dell'Ordine Militare di Savoia per la preparazione e la direzione delle operazioni che avevano portato all'occupazione di tutta la Sirtica occidentale
Dal dicembre 1928 divenne Sottosegretario di Stato al Ministero delle Colonie, nel settembre 1929 Benito Mussolini lo nominò Ministro delle Colonie e nel 1932 accompagnò il re Vittorio Emanuele III nella sua visita in Eritrea. Restò ministro fino al gennaio 1935.
Il 10 gennaio 1930 propose a Pietro Badoglio la costruzione di campi di concentramento, per contrastare la resistenza nella zona della Cirenaica dei guerrieri senussiti guidati da Omar al-Mukhtar. Il 25 giugno 1930, dietro indicazione di Badoglio e Mussolini, avviò la deportazione delle popolazioni di tutte le tribù del Gebel, che vennero strappate all'altopiano e concentrate alle falde, in una zona semidesertica. L'operazione coinvolse circa 100.000 persone e fu una delle più grandi deportazioni della storia del colonialismo europeo. Nel 1931 a El-Abiar venne aperto un campo di concentramento nel quale vennero rinchiuse oltre 8.000 persone, trattenute in condizioni disumane e degradanti, sottoposte a sevizie e violenze, senza cure mediche.

### La guerra d'Etiopia

Emilio De Bono in Abissinia all'inizio della Guerra d'Etiopia

Nel novembre del 1932, su richiesta di Mussolini, De Bono preparò un piano per l'invasione dell'Etiopia. Il piano delineava un metodo tradizionale di penetrazione nell'entroterra: una forza relativamente piccola sarebbe gradualmente entrata nell'Eritrea meridionale, stabilendo una base di potenza contro gli oppositori disorganizzati. L'invasione progettata da De Bono era stata prevista come a basso costo, facile e sicura, ma molto lenta.
Mussolini separatamente coinvolse l'esercito nelle pianificazioni e, nei due anni successivi, i generali stabilirono che per l'operazione prevista era necessario un numero di militari cinque o sei volte superiore a quello previsto da De Bono. Nel 1934 Mussolini aveva cercato di enfatizzare l'idea della guerra totale accelerando i tempi.

Nel gennaio 1935, lasciato il ministero, divenne governatore dell'Eritrea e commissario dell'AOI, e il 3 aprile comandante delle operazioni italiane in Etiopia durante la seconda guerra italo-etiopica e delle forze d'invasione dall'Eritrea, conosciuta anche come "Fronte nord" (il Fronte sud era la Somalia). De Bono ebbe, sotto il suo comando diretto, una forza di nove divisioni d'esercito in tre corpi d'armata: il I, il II ed il corpo eritreo.

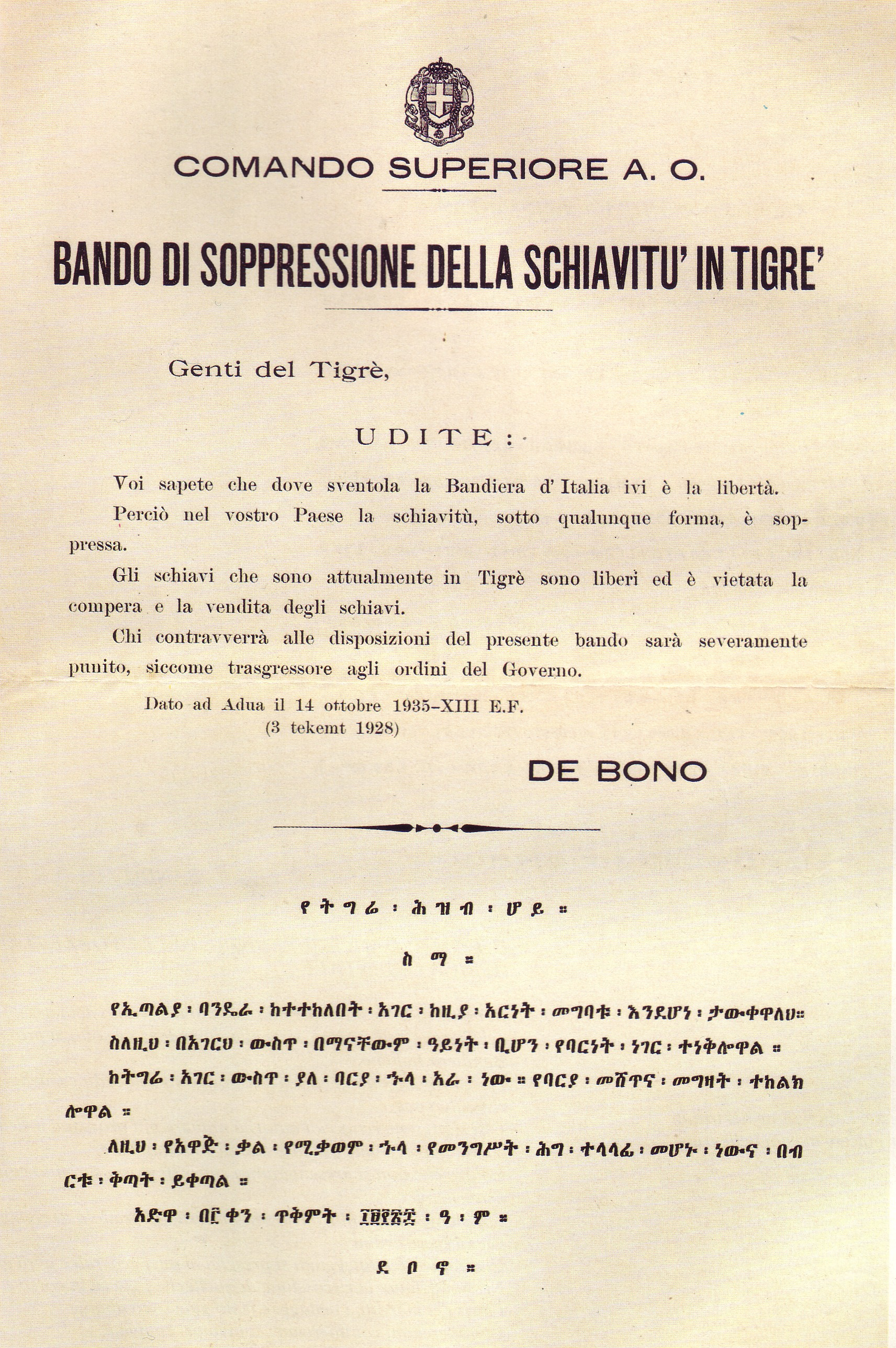
Il bando di soppressione della schiavitù.

Il 3 ottobre le forze al suo comando passarono il confine. Il 6 ottobre presero Adua. Poco dopo De Bono entrò nella città di Axum, importante sotto il profilo storico e religioso. Dopo questi iniziali trionfi, ad ogni modo, la sua avanzata rallentò di molto a causa delle difficoltà d'approvvigionamento e del terreno aspro e privo di vie di comunicazione.
Mussolini era impaziente e notava giorno per giorno come l'invasione fosse troppo lenta: spronò De Bono, chiedendo un ampliamento del fronte e un'ulteriore avanzata sulla linea Macallé-Tacazzé, e gli ordinò di attaccare il 3 novembre. De Bono provò a protestare ma dovette eseguire e l'8 novembre, il I corpo d'armata ed il corpo eritreo conquistarono Macallè e fu questo il limite dell'avanzata italiana sotto De Bono. Il 14 novembre 1935 ad Adua promulgò il bando che metteva fuori legge lo schiavismo nella regione del Tigrè.
Cercò di proseguire la sua tattica di avanzata prudente, ben sapendo che tutto il fronte ora si trovava in pericolo. L'ala sinistra era troppo sbilanciata verso l'esterno e quasi isolata. I rifornimenti, che dalla base di Senafè raggiungevano Adigrat dopo 80 chilometri di piste, ora dovevano superarne altri 120 per arrivare fino al II Corpo sul Tacazzè. In più, se gli Etiopici avessero attaccato in forze, avrebbero potuto sfondare, piombare su Macallè con tutti i suoi depositi, distruggerli ed accerchiare l'armata italiana.
Per queste ragioni, ricevuto l'ordine d'occupare l'Amba Alagi, obiettivo indifendibile ma legato alla memoria dell'eroica resistenza sostenutavi da Pietro Toselli nel 1895, De Bono telegrafò a Mussolini muovendo parecchie obiezioni; ciò determinò, il 17 dicembre, la sua sostituzione con Pietro Badoglio, con il Telegramma di Stato n.13181, nel quale si ribadiva che con la conquista di Macallé cinque settimane prima, la sua missione poteva dirsi conclusa. Il 16 gennaio 1936, De Bono venne promosso Maresciallo d'Italia, e il 3 ottobre 1937 il re lo insignì dell'onorificenza di Cavaliere dell'Ordine supremo della Santissima Annunziata.

### Seconda guerra mondiale

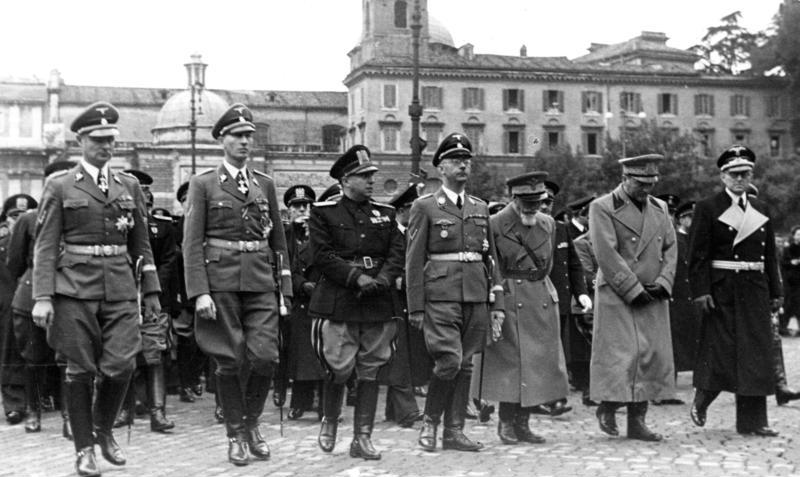
Fotografia di De Bono scattata a Roma il 21 novembre 1940. Il maresciallo si trova tra Heinrich Himmler e Reinhard Heydrich

Nel 1939 veniva nominato Ispettore delle Truppe d'Oltremare, svolgendo anche attività in Senato. Nel 1940, De Bono assunse il comando delle difese meridionali (Gruppo d'armate Sud) acquartierandosi in Sicilia e si oppose all'entrata in guerra dell'Italia nella seconda guerra mondiale, ma mantenne un basso profilo sulla questione.
Membro del Gran Consiglio del Fascismo fin dalla istituzione nel 1923, durante la riunione del 25 luglio 1943, dove si era recato con in tasca un santino di San Giuseppe, fu il primo a prendere la parola dopo Mussolini: pronunciò nell'occasione un discorso in difesa delle forze armate, ma, visto il clima fortemente teso che caratterizzò quella seduta, apparve confuso e privo di concentrazione. Successivamente intervenne un'altra volta, e infine votò in favore della sfiducia a Mussolini.
Nei giorni successivi alla caduta del regime, non inviso ai sostenitori del nuovo capo del governo Badoglio, De Bono godette di forte autonomia, tanto che gli fu consentito un saltuario ingresso al Ministero della Guerra. Dopo l'8 settembre e la proclamazione della Repubblica Sociale Italiana (23 settembre 1943) il vecchio militare non tentò la fuga all'estero, alla quale aveva comunque pensato. Era infatti convinto che Mussolini – nonostante tutto – non avrebbe permesso che gli fosse fatto alcun male.

### Il processo di Verona e la fucilazione

I sei imputati presenti al processo di Verona: (da sin.) De Bono (con le mani sul viso), Carlo Pareschi, Galeazzo Ciano, Luciano Gottardi, Giovanni Marinelli e Tullio Cianetti. (Fotografia originale)

Il 4 ottobre 1943 fu catturato a Roma dalle truppe della neonata Repubblica Sociale mentre si aggirava in bicicletta. Fino al gennaio 1944 rimase a Cassano d'Adda in attesa di essere processato a Verona; trasferito nel capoluogo scaligero, venne separato dagli altri prigionieri per motivi d'età e di salute. Il 10 gennaio 1944, al processo di Verona, fu condannato alla pena capitale per alto tradimento.
Il generale Renzo Montagna, uno dei nove giudici, rivelò che il quadrumviro fu inizialmente salvato dalla fucilazione per 5 voti a 4 (esattamente come era successo a Cianetti). Tuttavia il capo fascista della provincia di Ferrara Enrico Vezzalini minacciò i magistrati accusandoli di debolezza e, a quel punto, il giudice Riggio cambiò parere schierandosi per la colpevolezza. De Bono, stanco e malato, commentò così la sua condanna a morte: "Mi fregate di poco, ho settantotto anni". La sua domanda di grazia, come quella degli altri condannati, fu bloccata da Pavolini e l'11 gennaio De Bono venne fucilato insieme agli altri quattro ex gerarchi fascisti.
È sepolto, con il quadretto raffigurante San Giuseppe donatogli dalla madre quando era bambino, in una cappella condivisa con le famiglie Bazzi e Tornaghi al cimitero di Cassano d'Adda. Come da disposizioni testamentarie, sulla sua lapide è inciso l'epitaffio Fu e volle essere soprattutto un soldato.

## Onorificenze

De Bono, accompagnato da De Vecchi a Rodi passa in rivista le truppe.

## Nella cultura di massa
- Nel film Il delitto Matteotti di Florestano Vancini del 1973 Emilio De Bono è interpretato da Mario Maffei.
- Nella serie tv del 2024 La lunga notte - La caduta del Duce Emilio De Bono è interpretato da Paolo Spezzaferri.

- Nella miniserie televisiva del 2025 M. Il figlio del secolo Emilio De Bono è interpretato da Maurizio Lombardi.